# Глотка

Носоглотка, ротоглотка, гортаноглотка

Гло́тка (лат. pharynx, др.-греч. φάρυγξ [pharynx]) — воронкообразный канал длиной 11—12 см, обращённый кверху широким концом и сплющенный в переднезаднем направлении. Верхняя стенка сращена с основанием черепа. Сзади глотка прикрепляется к глоточному бугорку базилярной части затылочной кости, по бокам — к пирамидам височных костей, затем к медиальной пластинке крыловидного отростка. На уровне VI шейного позвонка глотка, суживаясь, переходит в пищевод. 
Глотка представляет часть пищеварительной трубки и путей, которая является соединительным звеном между полостью носа и рта, с одной стороны, и пищеводом и гортанью — с другой. Полости глотки: верхняя — носовая, средняя — ротовая, нижняя — гортанная. Носовая часть (носоглотка) сообщается с полостью носа через хоаны, ротовая часть с полостью рта сообщается через зев, гортанная часть через вход в гортань сообщается с гортанью.

## Функции глотки
Функции глотки: продвижение пищевого комка из полости рта в пищевод, проведение воздуха из полости носа (или рта) в гортань. Таким образом, в глотке перекрещиваются дыхательные и пищеварительные пути.
Перевод из гортани в пищевод слоя слизи вместе с задержанными частицами пыли и мёртвых клеток, которые удаляют из дыхательной системы реснички и продвигают их по направлению ко рту, где они проглатываются и таким образом удаляются.

## Глотка человека

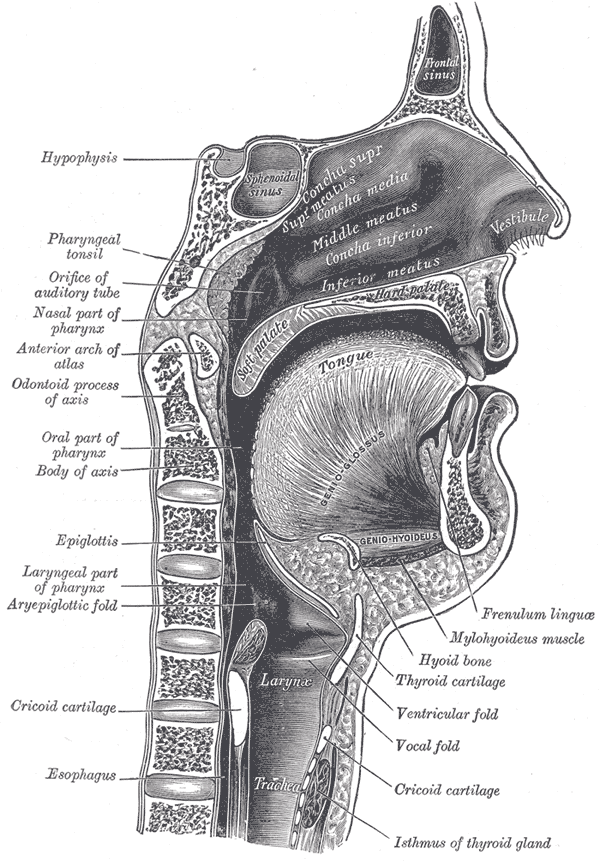
Сагиттальный разрез носовой и ротовой полостей, глотки и гортани. Рисунок из Анатомии Грея

У человека глотка протягивается от основания черепа до 6—7-го шейных позвонков. Внутреннее пространство глотки составляет полость глотки. Глотка расположена позади носовой и ротовой полостей и гортани, впереди от основной части затылочной кости и верхних шести шейных позвонков. Соответственно органам, расположенным спереди от глотки, она может быть разделена на три части: носоглотка, ротовая часть и нижний отдел глотки.
Носоглотку составляют верхняя часть глотки и полость носа. Именно там вырабатывается большая часть муконазального секрета, туда выходят Евстахиевы трубы и каналы из придаточных пазух носа (Гайморовы пазухи).

### Мышцы глотки
Сжатие глотки осуществляется мышцами-констрикторами (сжимателями) глотки. Имеются верхний констриктор (лат. musculus constrictor pharyngis superior), средний констриктор (лат. musculus constrictor pharyngis medius) и нижний констриктор глотки (лат. musculus constrictor pharyngis inferior).
Мышцы-подниматели глотки: шилоглоточная мышца (лат. musculus stylopharyngeus) и трубно-глоточная мышца (лат. musculus salpingopharyngeus).

### Патологии
- Фарингит (эпифарингит, мезофарингит, гипофарингит)
- Назофарингит